# Tetragnatha bryantae
Tetragnatha bryantae är en spindelart som beskrevs av Roewer 1951. Tetragnatha bryantae ingår i släktet sträckkäkspindlar, och familjen käkspindlar.
Artens utbredningsområde är Puerto Rico. Inga underarter finns listade i Catalogue of Life.